# Platypeza melanostola
Platypeza melanostola är en tvåvingeart som beskrevs av Shatalkin 1980. Platypeza melanostola ingår i släktet Platypeza och familjen svampflugor. Inga underarter finns listade i Catalogue of Life.